# Enfeebled Earth
Enfeebled Earth var den første demo fra det melodiske dødsmetal-band Dark Tranquillity, som blev udgivet i 1989, da bandet gik under navnet Septic Broiler. Det var gruppens første udgivelse og også dens eneste single. Demoen er meget sjælden, da der formentlig kun findes 100 eksemplarer.

## Spor
1. "Enfeebled Earth" – 4:01
2. "The Fortunes Of War" – 5:10
3. "Only Time Can Tell" – 6:42
4. "Septic Broiler"